# Tres maneres d'estimar
Tres maneres d'estimar (títol original: Threesome) és una pel·lícula dirigida per Andrew Fleming, estrenada el 1994 i doblada al català.

## Argument
Al començament dels anys 1990, Eddy es decideix a continuar els seus estudis instal·lant-se en una residència per a estudiants. Allà coneixerà Stuart, un estudiant poc treballador i obsedit amb el qual comparteix la seva habitació. El tercer lloc de la cambra d'estudiants és ocupat més tard per Alex, una noia que ha estat posada amb els dos joves per error a causa del seu nom. Després d'alguns començaments caòtics, els tres camarades s'acosten cada vegada més...

## Repartiment
- Lara Flynn Boyle: Alex
- Stephen Baldwin: Stuart
- Josh Charles: Eddy
- Alexis Arquette: Dick
- Martha Gehman: Renay
- Mark Arnold: Larry
- Michele Matheson: Kristen